# Бухарино (Родниковский район)
Бухарино — деревня в Родниковском районе Ивановской области. Входит в состав Филисовского сельского поселения.

## География
Находится в центральной части Ивановской области на расстоянии приблизительно 9 км на восток-северо-восток по прямой от районного центра города Родники.

## История
В 1872 году здесь (тогда Юрьевецкий уезд Костромской губернии) было учтено 20 дворов, в 1907 году — 27.

## Население
Постоянное население составляло 138 человек (1872 год), 153 (1897), 156 (1907), 0 как в 2002 году, так и в 2010.